# Stadion Stovky
Stadion Stovky – stadion piłkarski we Frydku-Mistku, w Czechach. Został otwarty w 1976 roku. Może pomieścić 12 400 widzów. Swoje spotkania rozgrywają na nim piłkarze klubu MFK Frýdek-Místek.
22 maja 1991 roku na stadionie rozegrano spotkanie finałowe piłkarskiego Pucharu Czechosłowacji (Baník Ostrawa – Spartak Trnawa 6:1).